# بازیگران (فیلم)
بازیگران (انگلیسی: Actors) فیلمی در ژانر کمدی به کارگردانی برتران بلیه است که در سال ۲۰۰۰ منتشر شد.

## بازیگران
- ژوزین بالاسکو
- ژان‌پل بلموندو
- فرانسوا برلئان
- دومنیک بلان
- ژان-کلود برایلی
- آلن دلون
- ژرار دوپاردیو
- آلبرت دوپنتل
- آندری دوسولیه
- سامی فری
- میشل گالابرو
- مایکل لانزدیل
- میشل پیکولی
- کلود ریش
- ماریا اشنایدر
- میشل سرو
- ژاک ویره
- ژان یان
- برتران بلیه
- ژاک فرانسوا
- تیکی اُلگادو
- لوران گملون
- اریک پرات
- سرژ ریابوکین